# Nolella
Nolella is een mosdiertjesgeslacht uit de familie van de Nolellidae en de orde Ctenostomatida. De wetenschappelijke naam ervan werd in 1855 voor het eerst geldig gepubliceerd door Philip Henry Gosse.

## Soorten
- Nolella alta (Kirkpatrick, 1888)
- Nolella annectens Harmer, 1915
- Nolella blakei Rogick, 1949
- Nolella dilatata (Hincks, 1860)
- Nolella elizae Vieira, Migotto & Winston, 2014
- Nolella gigantea (Busk, 1856)
- Nolella gracilipes d'Hondt, 1986
- Nolella guillei d'Hondt & Redier, 1977
- Nolella hampsoni d'Hondt & Hayward, 1981
- Nolella horrida (O'Donoghue & O'Donoghue, 1926)
- Nolella pusilla (Hincks, 1880)
- Nolella sawayai Marcus, 1938
- Nolella spinifera O'Donoghue, 1924
- Nolella stipata Gosse, 1855

Niet geaccepteerde soorten:
- Nolella limicola (Franzén, 1960) → Franzenella limicola (Franzen, 1960)
- Nolella monniotae d'Hondt, 1976 → Solella monniotae (d'Hondt, 1976)
- Nolella papuensis (Busk, 1886) → Nolella gigantea (Busk, 1856)
- Nolella radicans d'Hondt, 1981 → Solella radicans (d'Hondt & Hayward, 1981)